# Abel Balbo
Abel Eduardo Balbo (Empalme Villa Constitución, 1 de junio de 1966) es un exfutbolista y  entrenador argentino. Se desempeñó como delantero. Actualmente está sin club.
Su primer equipo fue Newell's Old Boys, donde debutó en 1987. Desarrolló la mayor parte de su carrera deportiva en Italia, para luego retirarse en Boca Juniors.

## Trayectoria

### Como jugador

#### Newell's Old Boys
Producto de las divisiones inferiores de Newell's Old Boys, debutaría el 30 de agosto de 1987, en un empate 1:1 frente a Español. Balbo se fue ganando el puesto de a poco en la temporada 1987/88 para terminar convirtiéndose en un arma clave de aquel equipo campeón de la mano del Piojo Yudica, que estaba alimentado de un gran plantel poblado de figuras formadas únicamente de las divisiones inferiores (siendo el único equipo del fútbol argentino en lograrlo), figuras como Basualdo, Dezotti, Sensini y Gerardo Martino. En ese campeonato jugó 28 partidos anotando 10 goles, y su creciente rendimiento hizo que llamase la atención a los grandes del fútbol argentino, fichando al final de la misma temporada con River Plate.
Pese a su corto paso, sería reconocido como una de las grandes apariciones de las divisiones inferiores del equipo rosarino.

#### River Plate
A River llegaría bajo expreso pedido de quien por aquel momento era entrenador del conjunto millonario, nada menos que el mítico César Luis Menotti. Con sólo 21 años, se le otorgaría la dorsal número 7 que anteriormente había pertenecido a Alzamendi. Pese a ser titular prácticamente toda la temporada y al gran nivel inicial (convirtió 11 goles en el primer semestre), para la segunda rueda de aquel campeonato largo su rendimiento caería muy drásticamente, marcando un solo gol y redondeando un torneo muy irregular. Por otro lado, River finalizaría cuarto, a 17 puntos del campeón Independiente, lo que sería calificado de rotundo fracaso dada la alta expectativa al inicio de la temporada.
Pese a eso, lograría demostrar sus condiciones asegurándose su pase al fútbol del Viejo Continente.

#### Udinese Calcio
Para 1989, Balbo ficha con el modesto Udinese Calcio de Italia. En esa primera temporada, reencontrándose con Sensini y teniendo como compañero al ex-Real Madrid Ricardo Gallego, marcaría 11 goles. Pese a eso, el equipo descendería a la segunda división italiana.
En su segunda temporada, en vistas a la necesidad de retornar a la Serie A, Balbo tendría una temporada notable, siendo el goleador del torneo con 22 goles. Pero la temporada en general del Udinese sería muy mala, terminando en el octavo lugar, muy lejos de los puestos de ascenso. Para la siguiente temporada, el Udinese finalmente conseguiría el ascenso, luego de quedar en el cuarto puesto.
En la temporada 1992/93, otra vez en primera división, Balbo tendría un rendimiento espectacular, marcando 21 goles que lo dejarían en el segundo puesto de la tabla de goleadores, igualado con Roberto Baggio de la Juventus y escoltando a Signori de la Lazio, quien marcó 26 goles. Además, muchos de esos goles resultaron vitales para salvarse del descenso, ya que el cuadro de Friuli y el Brescia terminaron en igualdad de puntos en la decimocuarta posición, por lo que se jugaría un partido de desempate para determinar quien descendería a la Serie B. El partido, jugado el 12 de junio en Bologna, lo ganaría el Udinese por 3-1 con un gol de Balbo para abrir el marcador.
Una vez terminada la temporada, Balbo anunciaría su ida del club, pero dejando una marca indeleble como goleador, ya que con sus 65 goles se puso en el sexto lugar de los máximos goleadores de la historia de Udinese, y el máximo goleador de los extranjeros.

#### AS Roma
Después de su gran temporada, Balbo sería uno de los más buscados por parte de los equipos importantes del fútbol italiano. Hubo un acercamiento por parte del Inter de Milán, pero, atraído por la promesa de continuidad, ficharía con la Roma.
En su primera temporada en el cuadro romano, la 1993/94, sería dirigido técnicamente por Carlo Mazzone y tendría compañeros de la talla de Aldair, Thomas Häßler, Carboni o Siniša Mihajlović.
Balbo el sería el goleador del equipo, con 12 tantos, pero la Roma terminaría en el séptimo lugar, a sólo un punto de los puntos de clasificación a la Copa de la UEFA.
En la siguiente temporada, la 1994/95, sería consagratoria para Balbo, ya que, en dupla de ataque con el uruguayo  Fonseca, marcaría 22 goles en el campeonato italiano, siendo el segundo máximo goleador de la temporada y a sólo cuatro de los 26 goles de su compañero de la selección argentina, Gabriel Batistuta, de la Fiorentina. Esos goles serían importantes para que el conjunto giallo rossi redondease una buena temporada en la que volviese a las copas internacionales.
Para la temporada  1995/96, su tercera en el equipo de la capital, Balbo volvería a ser el goleador del equipo, esta vez con 17 goles, formando un tridente de ataque con Delvecchio y Francesco Totti. El equipo volvería a quedar quinto en la tabla de posiciones. En Copa de la UEFA, la Roma quedó eliminada en octavos de final frente al Slavia Praga checo. Por su parte, Balbo convirtió cuatro goles: dos al Neuchâtel Xamax suizo, uno al Eendracht Aalst belga y otro al Brøndby danés.
Para la temporada 1996/97, la directiva giallo rossi destituría a Mazzone, poniendo en reemplazo al argentino Carlos Bianchi. Sin embargo, esa temporada sería completamente olvidable, ya que finalizaría en el decimosegundo puesto, a cuatro puntos de las zonas de descenso, una ubicación que la Roma no conocía desde 1979 y que al día de hoy no repitió. Bianchi fue destituido en abril de 1998, por lo que las últimas 8 fechas el equipo de la capital fue dirigida por Nils Liedholm. No obstante, Balbo completaría otras notables cifras con 19 goles, lo que lo volvió el máximo goleador del equipo por cuarto año consecutivo. De esos 19 goles, dos fueron por  Copa de la UEFA, certamen donde fueron eliminados en dieciseisavos de final por el Karlsruher alemán, equipo al que justamente Balbo convirtió un doblete.
Para la siguiente temporada, la 1997/98, asumiría a la dirección técnica el checo Zdeněk Zeman. Ante la ida de Carboni al Valencia le cedería la cinta de capitán a Balbo. El equipo tendría una gran temporada, obteniendo un meritorio cuarto puesto en el campeonato italiano que les permitiría volver a las copas internacionales. Balbo, como venía siendo costumbre desde su llegada al club, sería máximo goleador del equipo en la temporada, con 16 goles, pero esta vez formando un gran tridente de ataque con Totti y el brasileño Paulo Sérgio, marcando, entre los tres, 44 goles.
Sin embargo, su relación con el entrenador Zeman se dilató muy rápidamente, razón por la cual durante la última rueda su participación en el equipo fue disminuyendo paulatinamente, siendo su última participación en abril de 1998, fue en una derrota 2-4 frente al Udinese correspondiente a la fecha 31 del campeonato italiana, partido en el cual Balbo ingresó 9 minutos. Ante esta exclusión, en mayo de ese año, el presidente de la Roma, Francesco Sensi, determinaría que Balbo no continuaría en el equipo la próxima temporada.

#### Boca Juniors
Balbo decidió volver a la Argentina en 2002, a los 36 años, y fichó con Boca Juniors. Fuera del plazo para ser inscripto como jugador para el torneo local, Balbo sólo pudo jugar la Copa Libertadores. Tras disputar sólo cuatro partidos con el club argentino, decidió poner fin a su carrera futbolística. Su repentino retiro no tuvo que ver con una lesión (nunca tuvo lesiones graves en su carrera), sino con un problema familiar que lo hizo tomar la decisión de abandonar el fútbol. 

### Como entrenador
En febrero de 2009 asumió su primer trabajo como entrenador, reemplazando a Luca Gotti en el club Treviso de la Serie B que se ubicaba en la parte inferior de la tabla. Renunció unas semanas después, el 18 de marzo, después de haber logrado solo un punto en cuatro juegos, citando la falta de profesionalismo y problemas organizativos como las principales razones de su decisión de dejar el cargo de entrenador.
En noviembre de 2010 fue designado como nuevo coordinador del área técnica y segundo entrenador del Arezzo de la Serie D hasta final de temporada. En la temporada 2012-13 entrenó al club desde el inicio de la temporada hasta el 30 de octubre de 2012, cuando se marchó de común acuerdo con el club.
En junio de 2022, después de casi diez años sin un trabajo de entrenador, Balbo regresó a Argentina para aceptar el puesto de entrenador en Central Córdoba de Santiago del Estero. El 20 de octubre de 2022, luego de guiar al club a la permanencia, se anunció su salida para el final de la temporada.
El 22 de octubre de 2022, fue oficializado como nuevo entrenador de Estudiantes de La Plata y firmó hasta diciembre de 2023. El 6 de marzo de 2023, el club hizo oficial su desvinculación luego de una serie de malos resultados.
En enero de 2024, inició su segunda etapa en Central Córdoba de Santiago del Estero.El 7 de abril del mismo año, dejó su cargo luego de un flojo desempeño en la Copa de la Liga Profesional.

## Selección nacional
Balbo debutó en la selección nacional en 1989 con Carlos Salvador Bilardo como director técnico, en un amistoso contra Colombia de cara a la Copa América 1989. En esa copa, disputada en Brasil, Balbo jugó dos encuentros y Argentina terminó en el tercer puesto.
A partir de ese momento fue convocado para los partidos previos a la Copa Mundial de Fútbol de 1990, disputada en Italia, anotando en la gira de preparación por Europa su primer gol como internacional, en un empate frente a Suiza en Berna. Una vez iniciado el torneo, sin embargo, Balbo sólo actuó en el debut mundialista contra Camerún. La albiceleste jugó un torneo inolvidable en el que terminó subcampeón, con figuras de la talla de Diego Armando Maradona, Claudio Paul Caniggia y Oscar Ruggeri. A Balbo se le asignó la dorsal 3, que le correspondía por orden alfabético (sin contar a los arqueros y los jugadores de México '86 que conservaron los mismos números).
Tras el Mundial no fue convocado a la selección sino hasta 1993, en el inicio de las Eliminatorias para la Copa Mundial de Fútbol, que se disputaría el próximo año en Estados Unidos. Balbo desistió de participar aduciendo estar centrado en el proyecto futbolístico que iniciaba en la AS Roma, pero después de terminadas las eliminatorias con la histórica derrota 0-5 frente a Colombia decidió volver al conjunto albiceleste de cara a los partidos de repechaje mundialista contra Australia. Argentina no sólo consiguió la clasificación, sino también Balbo sería clave, marcando en el encuentro de ida en Sídney, en el retorno del histórico Diego Maradona.
Después de unos buenos partidos previos con la calidad de jugadores como Redondo, Maradona, Caniggia, Batistuta, Ruggeri y Simeone, la Selección Argentina era una de las grandes candidatas. Balbo fue titular en todos los partidos de esa Copa del Mundo, en la que Argentina comenzó con dos victorias contra Grecia (4-0) y a Nigeria (2-1). Tras este último partido, Diego Maradona dio positivo en una prueba antidopaje, siendo descalificado de torneo. La grave baja del capitán afectó claramente al equipo, que fue eliminado en octavos de final en manos de Rumania por 2-3, partido en el cual Balbo marcó el segundo gol de su equipo.
El año siguiente se disputó la Copa América de 1995 en Uruguay, a la cual el seleccionado argentino, bicampeón defensor, asistió con quienes fueran los dos mejores goleadores del último campeonato italiano: Batistuta y el mismo Balbo. Con toda la potencia de su delantera, Argentina empezó muy bien el torneo, pero de manera inédita cayó por 3-0 contra los Estados Unidos, haciendo que de forma imprevista se cruzasen con Brasil en los cuartos de final. En el partido contra Brasil, Balbo marcó el 1-0 recién empezado el partido y la Argentina ganaba con claridad por 2-1 hasta que, a minutos del final, el delantero brasileño Tulio marcó un gol ilícito en el cual bajó la pelota con la mano antes de rematar. Empatado el partido en los 90 minutos, los brasileños se llevaron la victoria en la ronda de penales.
Tras la eliminación, el entonces director técnico de la selección Argentina, Daniel Passarella, contó con Balbo para los primeros partidos de eliminatorias rumbo a la Copa del Mundo de 1998 en Francia. Sin embargo, en diciembre de 1996 Balbo decide retirarse de la selección nacional para enfocarse en su equipo, la Roma, aduciendo que los viajes afectaban su rendimiento. No obstante, poco tiempo antes del comienzo del mundial Balbo dejó en claro sus intenciones de participar en el certamen. Entonces, y de manera inesperada tanto para la prensa como para el público en general, Balbo fue la sorpresa en la lista de convocados para el mundial, jugando así su tercer copa del mundo. En el torneo, Balbo disputó dos encuentros: media hora en el debut contra Japón en la victoria argentina por 1-0, y entrando sobre el final contra Países Bajos por los cuartos de final, en una derrota por 2-1 que supuso la eliminación del equipo argentino.

### Participaciones en Torneos internacionales
| Competición          | Sede           | Resultado        | Partidos | Part. titular | Goles |
| -------------------- | -------------- | ---------------- | -------- | ------------- | ----- |
| Copa América 1989    | Brasil         | Tercer Puesto    | 2        | 1             | 0     |
| Copa Mundial de 1990 | Italia         | Subcampeón       | 1        | 1             | 0     |
| Copa Mundial de 1994 | Estados Unidos | Octavos de final | 4        | 4             | 1     |
| Copa América 1995    | Uruguay        | Cuartos de final | 4        | 3             | 3     |
| Copa Mundial de 1998 | Francia        | Cuartos de final | 2        | 0             | 0     |

### Goles
| Argentina Absoluta |                         |                                                        |                |                   |                 |                                                           |
| #                  | Fecha                   | Lugar                                                  | Rival          | Resultado parcial | Resultado final | Competición                                               |
| 1.                 | 8 de mayo de 1990       | Wankdorfstadion, Berna, Suiza                          | Suiza          | 1–0               | 1–1             | Amistoso                                                  |
| 2.                 | 31 de octubre de 1993   | Sydney Football Stadium, Sídney, Australia             | Australia      | 1–0               | 1–1             | Clasificación Copa Mundial 1994 (Repechaje internacional) |
| 3.                 | 15 de diciembre de 1993 | Orange Bowl, Miami, Estados Unidos                     | Alemania       | 2–1               | 2–1             | Amistoso                                                  |
| 4.                 | 20 de abril de 1994     | Estadio El Gigante del Norte, Salta, Argentina         | Marruecos      | 1–0               | 3–1             | Amistoso                                                  |
| 5.                 | 18 de mayo de 1994      | Estadio Nacional, Santiago, Chile                      | Chile          | 3–3               | 3–3             | Amistoso                                                  |
| 6.                 | 3 de julio de 1994      | Rose Bowl, Los Ángeles, Estados Unidos                 | Rumania        | 2–3               | 2–3             | Copa Mundial de fútbol de 1994                            |
| 7.                 | 30 de junio de 1995     | Estadio Centenario, Quilmes, Argentina                 | Australia      | 1–0               | 2–0             | Amistoso                                                  |
| 8.                 | 8 de julio de 1995      | Estadio Parque Artigas, Paysandú, Uruguay              | Bolivia        | 2–1               | 2–1             | Copa América 1995                                         |
| 9.                 | 11 de julio de 1995     | Estadio Parque Artigas, Paysandú, Uruguay              | Chile          | 4–0               | 4–0             | Copa América 1995                                         |
| 10.                | 17 de julio de 1995     | Estadio Atilio P. Olivera, Rivera, Uruguay             | Brasil         | 1–0               | 2–2 (2-4)       | Copa América 1995                                         |
| 11.                | 20 de julio de 1996     | Estadio La Ciudadela, San Miguel de Tucumán, Argentina | Polonia Sub-23 | 1–0               | 2–0             | Amistoso                                                  |

## Estadísticas

### Como jugador

#### En clubes
| Club | Div                 | Temporada           | Liga  | Liga  | Copas nacionales(1) | Copas nacionales(1) | Torneos internacionales(2) | Torneos internacionales(2) | Otras competiciones(3) | Otras competiciones(3) | Total | Total | Media goleadora(4) |
| Club | Div                 | Temporada           | Part. | Goles | Part.               | Goles               | Part.                      | Goles                      | Part.                  | Goles                  | Part. | Goles | Media goleadora(4) |
| --- | ------------------- | ------------------- | ----- | ----- | ------------------- | ------------------- | -------------------------- | -------------------------- | ---------------------- | ---------------------- | ----- | ----- | ------------------ |
| Newell's Old Boys Argentina | 1.ª                 | 1987-88             | 23    | 9     | —                   | —                   | 5                          | 1                          | —                      | —                      | 28    | 10    | 0,36               |
| River Plate Argentina | 1.ª                 | 1988-89             | 36    | 12    | —                   | —                   | —                          | —                          | 2                      | 0                      | 38    | 12    | 0,32               |
| Udinese Calcio · Italia | 1.ª                 | 1989-90             | 28    | 11    | 1                   | 0                   | —                          | —                          | —                      | —                      | 29    | 11    | 0,38               |
| Udinese Calcio · Italia | 2.ª                 | 1990-91             | 37    | 23    | 4                   | 2                   | —                          | —                          | —                      | —                      | 41    | 25    | 0,59               |
| Udinese Calcio · Italia | 2.ª                 | 1991-92             | 37    | 11    | 4                   | 1                   | —                          | —                          | —                      | —                      | 41    | 12    | 0,28               |
| Udinese Calcio · Italia | 1.ª                 | 1992-93             | 32    | 21    | 1                   | 0                   | —                          | —                          | 1                      | 1                      | 34    | 22    | 0,65               |
| Udinese Calcio · Italia | Total club          | Total club          | 134   | 66    | 10                  | 3                   | 0                          | 0                          | 1                      | 1                      | 145   | 70    | 0,47               |
| AS Roma · Italia | 1.ª                 | 1993-94             | 30    | 12    | 2                   | 1                   | —                          | —                          | —                      | —                      | 32    | 13    | 0,41               |
| AS Roma · Italia | 1.ª                 | 1994-95             | 32    | 22    | 4                   | 0                   | —                          | —                          | —                      | —                      | 36    | 22    | 0,61               |
| AS Roma · Italia | 1.ª                 | 1995-96             | 26    | 13    | 1                   | 0                   | 7                          | 4                          | —                      | —                      | 34    | 17    | 0,50               |
| AS Roma · Italia | 1.ª                 | 1996-97             | 30    | 17    | —                   | —                   | 4                          | 2                          | —                      | —                      | 34    | 19    | 0,56               |
| AS Roma · Italia | 1.ª                 | 1997-98             | 28    | 14    | 3                   | 2                   | —                          | —                          | —                      | —                      | 31    | 16    | 0,52               |
| AS Roma · Italia | Total 1.ª etapa     | Total 1.ª etapa     | 146   | 78    | 10                  | 3                   | 11                         | 6                          | 0                      | 0                      | 167   | 87    | 0.52               |
| Parma AC · Italia | 1.ª                 | 1998-99             | 25    | 4     | 8                   | 4                   | 11                         | 4                          | —                      | —                      | 44    | 12    | 0,27               |
| ACF Fiorentina · Italia | 1.ª                 | 1999-00             | 19    | 3     | 2                   | 0                   | 10                         | 4                          | —                      | —                      | 31    | 7     | 0,23               |
| AS Roma · Italia | 1.ª                 | 2000-01             | 2     | 0     | 2                   | 0                   | 3                          | 0                          | —                      | —                      | 7     | 0     | 0,00               |
| AS Roma · Italia | 1.ª                 | 2001-02             | 1     | 0     | 5                   | 0                   | 2                          | 0                          | —                      | —                      | 8     | 0     | 0,00               |
| AS Roma · Italia | Total 2.ª etapa     | Total 2.ª etapa     | 3     | 0     | 7                   | 0                   | 5                          | 0                          | 0                      | 0                      | 15    | 0     | 0,00               |
| AS Roma · Italia | Total club          | Total club          | 149   | 78    | 17                  | 3                   | 16                         | 6                          | 0                      | 0                      | 182   | 87    | 0,48               |
| Boca Juniors Argentina | 1.ª                 | 2002                | —     | —     | —                   | —                   | 4                          | 0                          | —                      | —                      | 4     | 0     | 0,00               |
| Total en su carrera | Total en su carrera | Total en su carrera | 386   | 172   | 37                  | 10                  | 46                         | 15                         | 3                      | 1                      | 472   | 198   | 0,42               |
| (1) Las copas nacionales se refiere a la Copa Italia / Supercopa de Italia (1989-02). (2) Las copas internacionales se refiere a la Copa Libertadores de América (1988-02); Copa de la UEFA (1995-01) y a la Liga de Campeones de la UEFA (1999-02). (3) Las copas nacionales se refiere al Torneo Clasificación de la liguilla pre-Libertadores (1988-89) y al partido de desempate por el descenso (1992-93).(4) Media de goles por encuentro. No incluye goles en partidos amistosos. |                     |                     |       |       |                     |                     |                            |                            |                        |                        |       |       |                    |

#### En selección nacional
| Selección | Temporada     | Amistosos | Amistosos | Sudamérica(1) | Sudamérica(1) | Mundial(2) | Mundial(2) | Total | Total | Media goleadora |
| Selección | Temporada     | Part.     | Goles     | Part.         | Goles         | Part.      | Goles      | Part. | Goles | Media goleadora |
| --- | ------------- | --------- | --------- | ------------- | ------------- | ---------- | ---------- | ----- | ----- | --------------- |
| Adulta Argentina | 1989          | 3         | 0         | 2             | 0             | —          | —          | 5     | 0     | 0,00            |
| Adulta Argentina | 1990          | 4         | 1         | —             | —             | 1          | 0          | 5     | 1     | 0,20            |
| Adulta Argentina | 1991          | —         | —         | —             | —             | —          | —          | 0     | 0     | 0,00            |
| Adulta Argentina | 1992          | —         | —         | —             | —             | —          | —          | 0     | 0     | 0,00            |
| Adulta Argentina | 1993          | 1         | 1         | 2             | 1             | —          | —          | 3     | 2     | 0,67            |
| Adulta Argentina | 1994          | 5         | 2         | —             | —             | 4          | 1          | 9     | 3     | 0,33            |
| Adulta Argentina | 1995          | 5         | 1         | 4             | 3             | —          | —          | 9     | 4     | 0,44            |
| Adulta Argentina | 1996          | 1         | 1         | 3             | 0             | —          | —          | 4     | 1     | 0,25            |
| Adulta Argentina | 1997          | —         | —         | —             | —             | —          | —          | 0     | 0     | 0,00            |
| Adulta Argentina | 1998          | —         | —         | —             | —             | 2          | 0          | 2     | 0     | 0,00            |
| Total carrera | Total carrera | 19        | 6         | 11            | 4             | 7          | 1          | 37    | 11    | 0,30            |
| (1) Incluye los partidos de la Copa América (1989 y 1995) y del repechaje mundialista (1993). Incluye partidos En sub-23 y Olímpica de los Juegos Panamericanos 1995. En Adulta Incluye los partidos de la Copa América 1995 y 1997. (2) Incluye los partidos de la Copa América (1989 y 1995) y del repechaje mundialista (1993). Incluye partidos En sub-23 y Olímpica de los Juegos Panamericanos 1995. En Adulta Incluye los partidos de la Copa América 1995 y 1997. |               |           |           |               |               |            |            |       |       |                 |

#### Resumen estadístico
| Competición           | Partidos | Goles | Promedio |
| --------------------- | -------- | ----- | -------- |
| Primera División      | 315      | 139   | 0,44     |
| Segunda División      | 74       | 34    | 0,46     |
| Copas nacionales      | 37       | 10    | 0,27     |
| Copas internacionales | 46       | 15    | 0,33     |
| Selección Absoluta    | 37       | 11    | 0,30     |
| Total                 | 509      | 209   | 0,41     |

### Entrenador
| Equipo                    | Div.                | Temporada           | Liga  | Liga | Liga | Liga | Liga |       | Copa | Copa | Copa | Copa  |   | Internacional | Internacional | Internacional | Internacional | Internacional |   | Otros | Otros | Otros | Otros |    | Totales | Totales     | Totales | Totales | Totales | Totales | Totales | Totales | Totales |
| Equipo                    | Div.                | Temporada           | Part. | G    | E    | P    | Pos. | Part. | G    | E    | P    | Part. | G | E             | P             | Pos.          | Part.         | G             | E | P     | Part. | G     | E     | P  | Puntos  | Rendimiento | GF      | GC      | Dif.    |         |         |         |         |
| ------------------------- | ------------------- | ------------------- | ----- | ---- | ---- | ---- | ---- | ----- | ---- | ---- | ---- | ----- | - | ------------- | ------------- | ------------- | ------------- | ------------- | - | ----- | ----- | ----- | ----- | -- | ------- | ----------- | ------- | ------- | ------- | ------- | ------- | ------- | ------- |
| Central Córdoba Argentina | 1.ª                 | 2022                | 18    | 8    | 2    | 8    | 16.º | -     | -    | -    | -    | -     | - | -             | -             | -             | -             | -             | - | -     | 18    | 8     | 2     | 8  | 26/54   | 48.14%      | 25      | 23      | +2      |         |         |         |         |
| Estudiantes Argentina     | 1.ª                 | 2023                | 6     | 1    | 2    | 3    | Inc. | 1     | 1    | 0    | 0    | -     | - | -             | -             | -             | -             | -             | - | -     | 7     | 2     | 2     | 3  | 8/21    | 38.09%      | 7       | 8       | -1      |         |         |         |         |
| Estudiantes Argentina     | Total               | Total               | 6     | 1    | 2    | 3    | -    | 1     | 1    | 0    | 0    | -     | - | -             | -             | -             | -             | -             | - | -     | 7     | 2     | 2     | 3  | 8/21    | 38.09%      | 7       | 8       | -1      |         |         |         |         |
| Central Córdoba Argentina | 1.ª                 | 2024                | 0     | 0    | 0    | 0    | -    | 14    | 3    | 4    | 7    | -     | - | -             | -             | -             | -             | -             | - | -     | 14    | 3     | 4     | 7  | 13/42   | 30.95%      | 13      | 21      | -8      |         |         |         |         |
| Central Córdoba Argentina | Total               | Total               | 18    | 8    | 2    | 8    | -    | 14    | 3    | 4    | 7    | -     | - | -             | -             | -             | -             | -             | - | -     | 32    | 11    | 6     | 15 | 39/96   | 40.63%      | 38      | 44      | -6      |         |         |         |         |
| Total en su carrera       | Total en su carrera | Total en su carrera | 24    | 9    | 4    | 11   | -    | 15    | 4    | 4    | 7    | -     | - | -             | -             | -             | -             | -             | - | -     | 39    | 13    | 8     | 18 | 47/117  | 40.17%      | 45      | 52      | -7      |         |         |         |         |
| 1. 2.                     |                     |                     |       |      |      |      |      |       |      |      |      |       |   |               |               |               |               |               |   |       |       |       |       |    |         |             |         |         |         |         |         |         |         |

#### Resumen por competencias
| Competición                   | PD | G  | E | P  | GF | GC | Dif. | Rendimiento | Mejor Resultado          |
| ----------------------------- | -- | -- | - | -- | -- | -- | ---- | ----------- | ------------------------ |
| Primera División de Argentina | 24 | 9  | 4 | 11 | 29 | 31 | -2   | 43.06%      | Decimosexto lugar        |
| Copa Argentina                | 2  | 2  | 0 | 0  | 6  | 1  | +5   | 100%        | Treintaidosavos de final |
| Copa de la Liga Profesional   | 13 | 2  | 4 | 7  | 10 | 20 | -10  | 25.64%      | En disputa               |
| TOTAL                         | 39 | 13 | 8 | 18 | 45 | 52 | -7   | 40.17%      | Sin títulos              |

## Palmarés

### Como jugador

#### Campeonatos nacionales
| Título                         | Club              | Sede      | Año     |
| ------------------------------ | ----------------- | --------- | ------- |
| Campeonato de Primera División | Newell's Old Boys | Rosario   | 1987/88 |
| Copa Italia                    | Parma AC          | Florencia | 1998/99 |
| Serie A                        | AS Roma           | Roma      | 2000/01 |
| Supercopa de Italia            | AS Roma           | Roma      | 2001    |

#### Campeonatos internacionales
| Título          | Club     | Sede  | Año     |
| --------------- | -------- | ----- | ------- |
| Copa de la UEFA | Parma AC | Moscú | 1998/99 |

### Distinciones individuales
| Premio                                                  | Año  |
| ------------------------------------------------------- | ---- |
| Capocannonieri de la Serie B (23 goles)                 | 1991 |
| Máximo goleador extranjero de Udinese Calcio (70 goles) | 1993 |
| Premio Konex Diploma al Mérito - Fútbol en el Exterior  | 2000 |